# Tom Puss

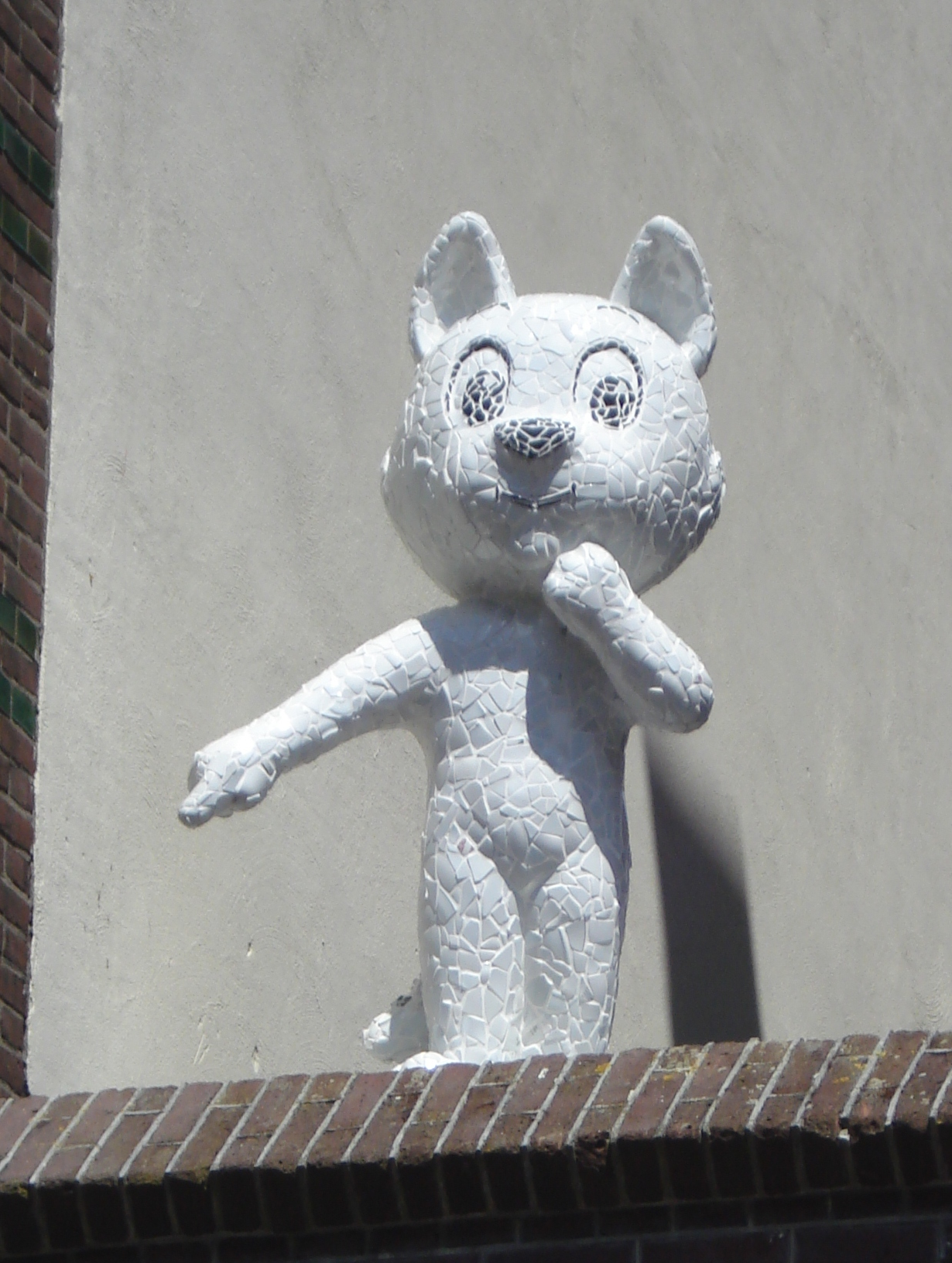
Skulptur in Rotterdam

Tom Puss (nl. Tom Poes) ist die bekannteste Comicfigur des niederländischen Comiczeichners Marten Toonder.

## Entwicklung
In den Niederlanden erschienen die Abenteuer des anthropomorphen Katers Tom Puss erstmals am 16. März 1941 in der Tageszeitung De Telegraaf. Nach Ansicht von Andreas C. Knigge und Franco Fossati wurde Tom Puss jedoch bereits 1938 entwickelt, zunächst aber nur in Argentinien und der Tschechoslowakei veröffentlicht. Schon in der dritten Folge beim Telegraaf erhielt Tom Puss mit dem ebenfalls anthropomorphen Bären Oliver Bommel (nl. Olivier B. Bommel) einen regelmäßigen Begleiter. Vom 28. November 1947 bis zum Juni 1951 erschien in den Niederlanden mit Tom Poes Weekblad eine Comicwochenzeitung, die neben der Titelfigur noch weitere Protagonisten enthielt.
Ab 1955 erschien Tom Puss in Fortsetzungen in dem niederländischen Wochenblatt Donald Duck. Die letzte Geschichte von Tom Puss & Hr. Bommel erschien 1986. War die Figur des Tom Puss zunächst für kleine Kinder als Zielgruppe angelegt, richtete sich der Comic in den 1960er und 1970er Jahren mehr an Jugendliche und junge Erwachsene. Darüber hinaus wurde sie auch in Zeichentrickfilmen und als Werbeträger eingesetzt.
Anfangs enthielten die Comics mit Tom Puss keine Sprechblasen, sondern der Text war ausschließlich unterhalb der Bilder angeordnet. Erst 1945 wurde dies geändert.
Im deutschsprachigen Raum erschien Tom Puss unter anderem in den Jahren 1983 bis 1985 bei Carlsen. Darüber hinaus erfolgte unter dem Titel Pussy Tom eine Veröffentlichung in der im Bastei-Verlag erschienenen Kinder-Zeitschrift Pony.